# Shigeo Nakata
Shigeo Nakata (japanisch 中田 茂男 Nakata Shigeo; * 16. Oktober 1945 in Asahikawa) ist ein ehemaliger japanischer Ringer.

## Karriere
Nakata studierte an der Chūō-Universität und wurde 1966 japanischer Meister im Freistil im Fliegengewicht. Im selben Jahr gewann er die Goldmedaille bei den Asienspielen. 1967 folgte der Weltmeistertitel.
Den größten Erfolg seiner Laufbahn feierte Nakata bei den Olympischen Spielen 1968 in Mexiko-Stadt, wo er die Goldmedaille im Fliegengewicht gewann. Noch im selben Jahr trat er den japanischen Selbstverteidigungsstreitkräften bei, wo er später bis zum Offizier aufstieg.